# Aisuluu Tynybekova
Aisuluu Tynybekova (Mailuu-Suu, 4 maggio 1993) è una lottatrice kirghisa, specializzata nella lotta libera. Ha rappresentato il Kirghizistan a quattro edizioni consecutive dei Giochi olimpici: Londra 2012, Rio de Janeiro 2016, Tokyo 2020 e Parigi 2024, vincendo un argento e un bronzo.

## Biografia
È stata la prima lottatrice kirghiza a rappresentare la propria nazione ai Giochi olimpici, gareggiando nei 63 kg alle Olimpiadi di Londra 2012. Aggiudicandosi la medaglia d'oro nei 62 kg ai campionati mondiali che si sono svolti a Nur-Sultan nel 2019 è diventata pure la prima lottatrice kirghiza ad avere conquistato in assoluto un titolo mondiale.

## Palmarès
- Giochi olimpici

Tokyo 2020: argento nei 62 kg.
Parigi 2024: bronzo nei 62 kg.
- Mondiali

Parigi 2017: bronzo nei 58 kg.
Nur-Sultan 2019: oro nei 62 kg.
Oslo 2021: oro nei 62 kg.
Belgrado 2021: oro nei 62 kg.
- Giochi asiatici

Incheon 2014: bronzo nei 55 kg.
Giacarta 2018: oro nei 62 kg.
Hangzhou 2022: bronzo nei 62 kg.
- Campionati asiatici

Nuova Delhi 2013: bronzo nei 59 kg.
Astana 2014: argento nei 60 kg.
Doha 2015: argento nei 58 kg.
Bangkok 2016: oro nei 58 kg.
Nuova Delhi 2017: oro nei 58 kg.
Xi'an 2019: oro nei 62 kg.
Nuova Delhi 2020: bronzo nei 62 kg.
Almaty 2021: oro nei 62 kg.
Ulan Bator 2022: argento nei 62 kg.
Astana 2023: oro nei 62 kg.
Biškek 2024: oro nei 62 kg.
- Universiadi

Kazan' 2013: bronzo nei 59 kg.
- Giochi asiatici indoor e di arti marziali

Aşgabat 2017: argento nei 58 kg.
- Giochi della solidarietà islamica

Baku 2017: oro nei 58.
Konya 2021: oro nei 62.
- Mondiali junior

Sofia 2013: bronzo nei 59 kg.
- Mondiali junior

Phuket 2013: oro nei 59 kg.
- Mondiali junior

Bangkok 2010: bronzo nei 56 kg.

## Altre competizioni internazionali
2020
- Oro nei 62 kg nella Coppa del mondo individuale ( Belgrado)